# 조셉 캐스타넌

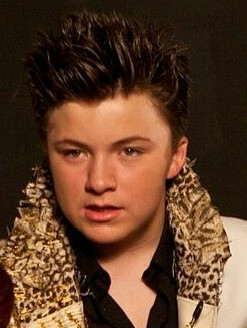
2010년 모습

조지프 캐스터넌(Joseph Castanon, 1997년 8월 19일 ~ )은 미국의 배우이다.
덴버에서 태어났다.

## 출연 작품

### 영화
- 클릭 (2006) - 벤 뉴먼 - 7세 역
- 해피니스 런스 (2010,  Happiness Runs)